# Wiechucice
Wiechucice – wieś w Polsce, położona w województwie łódzkim, w powiecie sieradzkim, w gminie Sieradz. 
| SIMC    | Nazwa     | Rodzaj                 |
| ------- | --------- | ---------------------- |
| 0714001 | Kobylanka | część wsi              |
| 0714018 | Wiechutki | część wsi (do 2023 r.) |
| 0714024 | Zalesie   | część wsi              |

W latach 1975–1998 miejscowość administracyjnie należała do województwa sieradzkiego.
Wiechucice Wielkie  były wsią królewską w starostwie sieradzkim w powiecie sieradzkim województwa sieradzkiego w końcu XVI wieku.
W 1386 r. odnotowani w dokumentach zostali Mikołaj i Florian de Wechoczicz, a w 1392 r. Jan; wieś dawniej szlachecka, leżąca w granicach parafii sieradzkiej.
W 1607 r. odbył się tu zjazd szlachty sieradzkiej zwołany przeciwko rokoszowi Mikołaja Zebrzydowskiego. Podjęto uchwałę sejmikową, w wyniku której sieradzanie poparli króla pod Guzowem, gdzie hetman Stanisław Żółkiewski zniósł rokoszan.